# 앤썸 (록 밴드)
앤썸(AndsomE)은 파워풀하고 프로그래시브한 구성을 구사하는 서정적인 메탈 밴드이다.

## 결성
2001년 안성훈은 서태지 밴드 6집활동이 끝나고 새로운 밴드를 결성하고자 하지만, 멤버영입에 많은 어려움을 격게된다. 또한 당시 빠르게 변화하는 록음악추세에 국내밴드들의 스타일도 빠르게 바뀌었고, 당시 안성훈의 곡 스타일도 지금의 앤썸처럼 테마가 있거나 다듬어지지 않았었다. 결국 새 밴드에 대한 계획은 난항을 겪고 순탄치 않았지만, 2003년 서태지 7집작업에 참여하면서부터 작/편곡 노하우를 터득하게 되어 기존에 만들어 놓았던 곡들을 다듬기 시작했다. 2005년 서태지 밴드 7집활동이 끝나고 마음이 맞던 보컬리스트와 현 스키조 드러머 복남규, 닥터코어911의 김정만을 영입해 프로젝트밴드가 되었다. 그러나 보컬리스트가 도중에 탈퇴를 하고 앤썸은 또다시 공황기 상태가 되었는데, 2006년 윤한영, 김민규를 영입해 프로젝트가 아닌 정식밴드의 AndsomE으로 출발하게 되었다.
앤썸의 장르를 구분하긴 어렵다. 굳이 구분하자면 스크리모와 이모코어의 경계선이라 할 수 있지만, 그것만으로는 불충분하다. 클래식한 면과 팝적인 면도 있기 때문이다. 정작 안성훈은 자신의 음악을 헤비메탈로 인정하는데, 거기엔 분명한 이유가 있다. ROCK이라는 테두리안에 Heavy Metal이라는 시끄러운 장르가 생겨났고 그 후로부터 메탈의 장르가 세분화되었는데, 그 Metal도 밀레니엄시대에 이르면서부터는 퓨전(믹스된음악)형식으로 변화했고 최근 들어서는 더더욱 장르 구분이 어려워졌다. "어차피 키타/베이스/드럼/샤우트&스크림이라는 원초적 헤비메탈 악기를 사용하여 곡을 강하게 표현하는데 굳이 장르구분 할 필요가 있냐?"는 안성훈의 설명이다.
AndsomE의 곡구성은 기존의 우리가 알고있던 록과는 사뭇 다르다. 클래식에서 쓰이는 2막3장, 1막2장 같은 구성을 사용한다고 보면된다. 또한 처음부터 끝까지 같은 템포를 쓰는 관념을 완전히 깨버렸다. 한 곡에서 보통 3번의 템포체인지가 이루어지고 연주 스토리상 같은 맥락이 아닌 다른 분위기로 자연스럽게 체인지되어 파트2, 파트3을 만든다. 또한 영화에서 느낄 수 있는 반전이 있는데 그런 점들이 AndsomE의 매력이라 할 수 있겠다.

## 발자취
- 2006년 1월 9일 결성결성되었다.
- 2007년 펜타포트 락 페스티벌에 출장했다.

## 앨범
1. I Got My Mojo Back (Single) (2007년)
2. D-War : Legend Of Dragon (헌정앨범) (2007년)